# Zorannah
Зорана Јовановић (Београд, 10. мај 1990), позната као Zorannah (транскр.  Зорана), српска је инфлуенсерка, јутјуберка, књижевница и предузетница.

## Биографија
Рођена је 10. маја 1990. у Београду. Ћерка је Весне и Зорана Јовановића. Има полубрата из очевог првог брака.

## Дела
- Небо боје ваниле (2011)